# Bonmot
A bonmot (a francia bon mot, azaz ’jó szó’ kifejezésből) irodalmi kifejezés, amely legszűkebb értelmében rövid, mindössze egy-két szóból álló, egy helyzetet humorosan, találóan jellemző tréfás mondás. Mint leírásából is kitűnik, elsősorban a helyzetkomikumhoz áll közel, ezért kabarédarabok, jelenetek szerzői előszeretettel adnak szereplőik szájába bonmot-kat. 
Tágabb értelemben bonmot lehet egy vicc, sőt rövidebb tréfa, anekdota is.